# Amphipoea splendens
Amphipoea splendens är en fjärilsart som beskrevs av Moritz Balthasar Borkhausen 1792. Amphipoea splendens ingår i släktet Amphipoea och familjen nattflyn. Inga underarter finns listade i Catalogue of Life.